# Coronado
Coronado je město ve Spojených státech amerických. Nachází se v okrese San Diego County ve státě Kalifornie. Ve městě žije  obyvatel a jeho rozloha činí . Leží na pobřeží Atlantského oceánu a je místním vyhlášeným turistickým letoviskem. Leží nedaleko města San Diego.
Městem prochází silnice California State Route 282. Město leží v oblasti se semiaridním podnebím.

## Rodáci
- Tina Weymouth (* 1950) – americká hudebnice